# Hieronyma alchorneoides
Hieronyma alchorneoides là một loài thực vật có hoa trong họ Diệp hạ châu. Loài này được Allem�o mô tả khoa học đầu tiên năm 1848.